# A ta pentru totdeauna
A ta pentru totdeauna (Banoo Main Teri Dulhann) este un serial indian produs de ZEE TV. A fost prima telenovelă indiană difuzată vreodată în România. A fost difuzat de postul Național TV de la începutul anului 2009 până în iulie 2010. În România au fost difuzate câte 2 episoade în unul, Național TV unind 2 episoade originale în unul românesc, așa încât în România episoadele nu au avut durata de aproximativ 25 minute, ci de 45 minute. Astfel, serialul a avut 350 episoade, nu 700 cum e în original. 
Primul episod a fost difuzat duminică, 1 martie 2009 la ora 20:00, următoarele episoade fiind difuzate de luni până vineri la ora 17:30, ultimul episod a fost difuzat pe 29 iunie 2010 între 17:30 - 18:00.  

## Mesaj de la Național TV cu privință la ultimul episod și redifuzarea serialului
Ultimul episod din "A Ta Pentru Totdeauna" are doar 30 de minute deoarece, dintr-o eroare, în urmă cu 1 an, un episod, varianta indiană de 30 de minute, a fost transmis de două ori, ca atare în această seară finalului serialului, durează doar 30 de minute.

## Protagoniști
- Divyanka Tripathi-Vidya/Divya
- Sharad Malhotra - Sagar/Amar
- Kamya Punjabi - Sindoora

## Alte personaje
- Harsh Vasishta-Rajeev
- Vishal Watwani-Samrat
- Himanshi Choudhary-Mahua
- Renuka Bondre-Hema
- Amreen-Kamna
- Abhileen Pandey-Cintu
- Rajesh Balwani-Aniket
- Manish Nagdev-Chinu
- Snehal Sahay-Salu
- Jaya Bhattacharya-matusa Gayatri
- Aadesh Chaudhry -Tushar
- Shyam Sharma -Bharat(mic)
- Mohit Malik-Bharat(mare)
- Puneet Vashisht-Harsh
- Faisal Khan-Kartik
- Sony Singh-Surili
- Aditi Shirwaker-Chandramukhi
- Surinder Kaur-Uma
- Puneet Vashisht-Harsh
- Anokhi Shrivastav-Bindiya